# Marek Fisz
Marek Fisz (nascido Mojżesz Fisz; Szydłowiec, 15 de janeiro de 1910 – Nova Iorque, 4 de novembro de 1963) foi um matemático polonês, que trabalhou principalmente com teoria das probabilidades.

## Vida e obra
Marek Fisz estudou matemática de 1934 a 1939 na Universidade de Varsóvia. Em 1939 obteve o mestrado com a dissertação Konforme Transformationen von einfach zusammenhängenden und zweifach zusammenhängenden Räumen, orientado por Stanisław Saks.
Durante a Segunda Guerra Mundial morou na União Soviética, onde casou em 1944 com Olga Gukov. Em 1946 retronou para a Polônia, onde foi de 1947 a 1951 wissenschaftlicher Mitarbeiter no no Departamento de estatística de Varsóvia.
Em 1951 obteve um doutorado na Universidade de Breslau, orientado por Hugo Steinhaus e Edward Marczewski.
Em 1960 foi para os Estados Unidos, onde lecionou na Universidade de Washington em Seattle, na Universidade Stanford, na Universidade Columbia e na Universidade de Nova Iorque.
Seu livro Wahrscheinlichkeitsrechnung und mathematische Statistik foi publicado inicialmente em 1954 em polonês, sendo depois traduzido em alemão e inglês.

## Obras
- Rachunek prawdopodobieństwa i statystyka matematyczna. Państwowe Wydawnictwo Naukowe, Warschau 1954.
Em alemão: Wahrscheinlichkeitsrechnung und mathematische Statistik (= Hochschulbücher für Mathematik. Volume 40). Deutscher Verlag der Wissenschaften, Berlim 1958. 11.ª Edição 1989.